# Peter Liebers (Eiskunstläufer)
Peter Liebers (* 16. April 1988 in Ost-Berlin) ist ein ehemaliger deutscher Eiskunstläufer, der im Einzellauf startete.
Peter Liebers ist Sohn von Kerstin und Mario Liebers und Bruder von Martin Liebers; die beiden Letztgenannten waren bzw. sind ebenfalls Eiskunstläufer. Der Sportler des SC Berlin trainierte bei Romy Österreich und Jürgen Bertko, derzeit wird er von Viola Striegler betreut.
Liebers' Eiskunstlaufkarriere wurde von mehreren Rückschlägen überschattet. Im Juli 2005 verletzte er sich während eines Lehrgangs am Sprunggelenk; ab September konnte er wieder trainieren. Im Oktober 2006 brach sich Liebers im Training das Wadenbein und musste die gesamte Saison aussetzen.
Bei seinem Comeback zu den Deutschen Meisterschaften 2008 belegte der Berliner den zweiten Platz hinter Clemens Brummer. Die Europameisterschaften 2008 in Zagreb, Kroatien beendete er als Dreizehnter, wobei er in der Kür (Rang 11) einen vierfachen Toeloop und einen dreifachen Axel zeigte und er sich somit von seinem 21. Platz nach dem Kurzprogramm auf den 15. Rang vorkämpfen konnte. Bei den Weltmeisterschaften 2008 in Göteborg, Schweden und 2009 in Los Angeles schied er jeweils nach dem Kurzprogramm (Plätze 32 bzw. 25) aus. Peter Liebers qualifizierte sich für die Teilnahme an der Senioren Grand Prix Serie 2008/2009 und 2009/2010. Seine erste internationale Medaille bei den Senioren gewann er an der Nebelhorn Trophy 2010.
2011 holte er bei den Deutschen Meisterschaften in Oberstdorf mit überragenden 210,07 Punkten seinen zweiten Meistertitel und qualifizierte sich für die Europa- und Weltmeisterschaften 2011. Bei der Europameisterschaft in Bern belegte er den elften Platz. Bei der Weltmeisterschaft in Moskau konnte sich Liebers erstmals bei einer WM für das Finale qualifizieren und erreichte mit Platz 15 sein bis zu diesem Zeitpunkt bestes WM-Ergebnis.
Im Sommer 2011 brach sich Peter Liebers bei einem Trainingsaufenthalt in Kanada erneut ein Bein. Wegen des Trainingsrückstands von mehreren Monaten musste er anschließend die Grand Prix Serie absagen.
Im Jahr 2013 schaffte Liebers mit dem zehnten Platz bei der Europameisterschaft und dem elften Platz bei der Weltmeisterschaft seine jeweils besten Platzierungen bei diesen Turnieren.
2014 konnte er sich mit dem sechsten Rang bei der Europameisterschaft erneut verbessern. Bei den Olympischen Spielen 2014 in Sotschi lief er nach Platz fünf im Kurzprogramm die Kür in der Startgruppe der Weltbesten und erreichte den achten Rang.
Bei der Winter-Universiade 2015 gewann Liebers die Goldmedaille.
Peter Liebers heiratete im Juni 2014 die frühere Mannheimer Eiskunstläuferin und deutsche Vizemeisterin Denise Zimmermann; mit seiner Ehefrau hat er einen Sohn.
Im Januar 2018 gab Liebers das Ende seiner Karriere bekannt. Bei der Europameisterschaft konnte er wegen einer Verletzung nicht antreten, sie hätte sein letzter Wettkampf werden sollen.
Liebers ist Läufersprecher der Deutschen Eislauf-Union.[veraltet]

## Ergebnisse
| Meisterschaft / Saison         | 2003  | 2004  | 2005  | 2006  | 2008  | 2009  | 2010  | 2011  | 2012  | 2013  | 2014  | 2015  | 2016  | 2017  | 2018  |
| ------------------------------ | ----- | ----- | ----- | ----- | ----- | ----- | ----- | ----- | ----- | ----- | ----- | ----- | ----- | ----- | ----- |
| Olympische Winterspiele        |       |       |       |       |       |       |       |       |       |       | 8.    |       |       |       |       |
| Weltmeisterschaften            |       |       |       |       | 32.   | 25.   | 25.   | 15.   | 20.   | 11.   | 14.   | 29.   |       |       |       |
| Europameisterschaften          |       |       |       |       | 13.   | 15.   |       | 11.   | 15.   | 10.   | 6.    | 6.    |       |       |       |
| Juniorenweltmeisterschaften    |       |       |       | 13.   |       |       |       |       |       |       |       |       |       |       |       |
| Deutsche Meisterschaften       |       | 5.    | 5.    | 6.    | 2.    | 1.    | 2.    | 1.    | 1.    | 1.    | 1.    | Z     |       | 1.    | 2.    |
|                                |       |       |       |       |       |       |       |       |       |       |       |       |       |       |       |
| Grand-Prix-Wettbewerb / Saison | 02/03 | 03/04 | 04/05 | 05/06 | 07/08 | 08/09 | 09/10 | 10/11 | 11/12 | 12/13 | 13/14 | 14/15 | 15/16 | 16/17 | 17/18 |
| Trophée Eric Bompard           |       |       |       |       |       | 6.    | 10.   | 7.    |       |       |       |       |       |       |       |
| NHK Trophy                     |       |       |       |       |       | 10.   |       |       |       |       |       | Z     |       |       |       |
| Cup of China                   |       |       |       |       |       |       |       | 9.    |       |       | 7.    | Z     |       |       |       |
| Cup of Russia                  |       |       |       |       |       |       |       |       |       |       | 7.    |       |       |       |       |

- Z = Zurückgezogen